# Сердало
Сердало (с ингуш. «Свет») — общенациональная газета Республики Ингушетия на ингушском и русском языках. Газета освещает общественно-политические события, происходящие в республике, на Кавказе и в России, а также публикует материалы по истории и культуре ингушей. Старейшее издание на юге России.
Газета выходит 1 раз в неделю тиражом 2 тыс. экземпляров. В 1970-е годы тираж составлял 6 тысяч экземпляров.

## Название
Название газеты несколько раз корректировалось: до начала 1924 года она называлась Sierdaluo, в середине 1924 года — Serdalo и Serdalo — Свет, с конца 1924 по май 1926 года — Serdælo — Свет, с мая 1926 года — Serdælo, с июня 1929 года — Serdalo, с сентября 1938 года — Сердало.

## История
Первый номер газеты «Сердало» вышел 1 мая 1923 года. Основателем газеты и её первым редактором был создатель ингушского алфавита на латинской основе нарком просвещения Горской республики 3аурбек Мальсагов. Ответственным секретарем и корректором был талантливый поэт и переводчик Тембот Дордаганович Беков. Тираж первого номера газеты составил — 500 экземпляров.
Выпуск газеты приостанавливался в 1944—1957 годах из-за депортации ингушей.
Сначала издавалась в столице Ингушской автономной области Владикавказе (здание типографии находилось по адресу: ул. Максима Горького, 13), затем в Грозном, а в настоящее время издается в Назрани.

## Сотрудники
Главные редакторы:
- Заурбек Мальсагов (1923—1935)
- Юсуп Тамбиев
- Джабраил Хаматханов (1957)
- Мустафа Льянов (1957—1977)[6]
- Туган Тебоев
- Саид Чахкиев (1990—1992)[7]
- Магомед Барахоев (1992—1996 и 2000—2003)[7]
- Мурат Озиев (1996—1999)[7]
- Умар Сапралиев (1999—2000)[7]
- Хусейн Шадиев (2003—2013)[7]
- Якуб Патиев (2013—2020)
- Хадижат Курскиева (2020—н.в.)

Корреспонденты:
- Т. Д. Беков (1923—?)
- А. А. Ведзижев (1938—1939 и 1957—1959)
- М. Т. Ахильгов (1988)

## Награды
Газета награждена орденом «Знак Почёта».